# Darkover Landfall
Darkover Landfall (cu sensul de Aterizare forțată sau Coborâre pe Darkover) este un roman științifico-fantastic (de fantezie științifică) din 1972 al scriitoarei americane Marion Zimmer Bradley.  A fost publicat prima dată în 1972 de DAW Books.
Face parte din Seria Darkover care are loc pe planeta fictivă Darkover din sistemul stelar fictiv al unei gigante roșii denumită Cottman. Planeta este dominată de ghețari care acoperă cea mai mare parte a suprafeței sale. Zona locuibilă se află la doar câteva grade nord de ecuator.
Conform necrologului scriitoarei Bradley, evenimentele acestei cărți au loc la sfârșitul secolului al XXI-lea.

## Prezentare
Darkover Landfall se referă la echipajul și coloniștii unei nave spațiale care este forțată să aterizeze pe planeta Cottman IV, o planetă inospitalieră aflată pe orbita unei gigante roșii. Membrii echipajului devin accidental coloniști atunci când nava pierde contactul cu Pământul și își dau seama că salvarea lor este imposibilă. Cartea introduce nume de familie, teme religioase și culturale care au ecou în întreaga serie de cărți Darkover. Această serie se întinde pe milenii, deoarece descendenții navei populează lumea și dezvoltă culturi și abilități psi (telepatice etc.) unice. Cu toate că Darkover Landfall nu este prima carte scrisă și publicată a seriei, în cronologia Darkover evenimentele descrise sunt începutul pentru tot ceea ce urmează.

## Personaje majore
- Căpitanul Harry Leicester
- Rafael MacAran, unul dintre ofițerii navei
- Camilla Del Ray, unul dintre ofițerii navei
- Ewen Ross, ofițer medical
- Judith Lovat, biolog
- Părintele Valentin, din ordinul Sfântul Cristofor din Centauri

## Recepție
Despre această carte, J. John Jones a scris în Amazing Stories: „Landfall a fost o dezamăgire pentru unele femei. Am citit recenzii ale unor critici feministe care au denigrat lucrarea, așteptându-se la ceva mai radical, aparent, de la o scriitoare. Mie însă îmi par ideile ei provocatoare. Fără îndoială, unele femei sunt ofensate de rolurile de reproducere planificată prin care au fost descrise personajele feminine. Totuși, stimularea furiei este o modalitate de a efectua schimbarea socială, așa că ați putea presupune că lucrările ei au dat încă un impuls pentru schimbări sociale chiar și cu rolurile pe care femeile ei le interpretează în această societate imaginată.”

## Legături externe
- en  Istoria publicării lucrării Darkover Landfall la Internet Speculative Fiction Database